# Australomedusidae
Die Australomedusidae sind eine Familie der Hydrozoen (Hydrozoa). Es handelt sich um eine kleine Gruppe von wahrscheinlich nur sechs oder sieben Arten in drei oder vier Gattungen, deren Vorkommen auf den Pazifik beschränkt sind.

## Merkmale
Die sessilen Hydroidpolypen sind stolonal, d. h. aus der Basis des Primärpolypen wachsen Ausläufer, die an anderer Stelle wieder zu einem (Sekundär-)Polypen auswachsen können. Der Körper der Hydroidpolypen (Hydranth) ist nackt, d. h. ohne Peridermhülle oder dergleichen. Eine einzelne Reihe filiformer Tentakeln sitzt etwa in der Mitte des Körpers. Der Mund besitzt einfache Lippen. Die Meduse ist recht klein, oft nur wenige Millimeter im Durchmesser. Es sind vier, ausnahmsweise auch acht einfache radiale Kanäle vorhanden. Insgesamt besitzt die Meduse 50–500 Tentakeln. Die perradialen Tentakel sind in vier Gruppen angeordnet, mit vier interradialen Gruppen Tentakeln, die aber auch zu rudimentären Kolben reduziert sein können. Die Gonaden sind am Manubrium befestigt, oder am Manubrium und an den proximalen Partien der radialen Kanäle. Ocelli können vorhanden sein oder auch fehlen. Am Schirmrand sitzen 60–100 Statocysten. Die Knospung erfolgt etwas unterhalb des Tentakelkranzes.

## Geographisches Vorkommen
Die beiden Arten von Australomedusa kommen in salinen Küstenseen von Australien vor. Octorathkea kommt vor Japan vor, Zhangiella vor der Ostküste Chinas.

## Systematik
Die Familie Australomedusidae enthält derzeit drei, evtl. auch vier Gattungen:
- Australomedusa Russell, 1970
  - Australomedusa bayili Russell, 1970
  - Australomedusa thrombolites Zeidler & Gershwin, 2004[1]
- Octorathkea Uchida, 1927
  - Octorathkea onoi Uchida, 1927
- Zhangiella Bouillon, Gravili, Pages, Gili & Boero, 2006 (= Platystoma Zhang, 1982 non Platystoma Agassiz 1829)
  - Zhangiella bitentaculata Xu, Huang & Xu, 1991 (eine juvenile Meduse)
  - Zhangiella dongshanensis Xu & Huang, 1994
  - Zhangiella nanhaiensis Zhang, 1982

### Online
- Hydrozoa Directory